# Maria Josephine van Savoye
Maria Josephine Louisa van Savoye (Koninklijk Paleis van Turijn, Italië, 2 september 1753 — Hartwell House, Engeland, 13 november 1810) was titulair koningin door haar huwelijk met koning Lodewijk XVIII van Frankrijk. Ze was prinses van Sardinië en Piedmont. 
Maria Giuseppina Luigia, zoals ze in het Italiaans bekendstaat, was het derde kind en de tweede dochter van Victor Amadeus III van Sardinië, koning van Sardinië en koningin Maria Antonia, infanta van Spanje. Haar grootouders aan vaderskant waren koning Karel Emanuel III en Polyxena Christina van Hessen-Rotenburg-Rheinfels. Polyxena was een dochter van landgraaf Ernst Leopold van Hessen-Rheinfels-Rotenburg. Haar grootouders aan moederskant waren de Spaanse koning Filips V van Spanje en koningin Elisabetta Farnese.
Haar jongste zuster, Maria Theresia, was getrouwd met Karel Filips, graaf van Artesië, Marie Josephine's schoonbroer. Marie Josèphe de Savoie, zoals ze in Frankrijk bekendstond, trouwde op 16 april 1771 met Lodewijk Stanislaus van Bourbon, graaf van Provence, de toekomstige Lodewijk XVIII met wie ze in 1791 naar Groot-Brittannië vluchtte. Uit dit huwelijk kwamen geen kinderen voort, ze werd wel twee keer zwanger, in 1774 en in 1781 maar beide zwangerschappen liepen uit op miskramen. 
Lodewijk Karel beter bekend als Lodewijk XVII van Frankrijk, tweede zoon van koning Lodewijk XVI en koningin Marie Antoinette stierf tijdens zijn gevangenschap in de Temple op 8 juni 1795. Lodewijk, Maria Josephine's man benoemde zichzelf koning van Frankrijk als Lodewijk XVIII (16 juni 1795). Op dat moment werd Marie Josephine titulair koningin.
Titulair koningin Maria Josephine stierf in Hartwell House en werd bijgezet in de kathedraal van Cagliari de hoofdstad van het Italiaanse eiland Sardinië. Maria Josephine had drie broers die koning werden van Sardinië: Karel Emanuel IV, Victor Emanuel I en Karel Felix. Ze was ook de schoonzus van twee Franse koningen, van Lodewijk XVI en Karel X. Een ander jongere zus, Maria Carolina, was de eerste vrouw van prins Anton van Saksen, die later van 1827 tot 1836 koning van Saksen was; maar deze Maria Carolina stierf al op jonge leeftijd in 1782.